# Per un pugno di samba
Per un pugno di samba è il quinto album inciso dal musicista brasiliano Chico Buarque de Hollanda. È stato pubblicato nel 1970, durante il suo esilio dal paese natale, ed è cantato in italiano.

## Tracce
Testi italiani di Sergio Bardotti; testi originali e musiche di Chico Buarque de Hollanda; 
LATO A
1. Rotativa (Roda viva) - 3:22
2. Samba e amore (Samba e amor) - 3:51
3. Sogno di un carnevale (Sonho de um carnaval) - 2:26
4. Lei no, lei sta ballando (Ela desatinou) - 3:02
5. Il nome di Maria (Não fala de Maria) - 2:40
6. Funerale di un contadino (Funeral de um lavrador) - 3:22

LATO B
1. In te (Mulher, vou dizer quanto te amo) - 3:05
2. Queste e quelle (Umas e outras) - 3:39
3. Tu sei una di noi (Quem te viu, quem te vê) - 2:56
4. Nicanor - 3:07
5. In memoria di un congiurato (Tema dos inconfidentes) - 4:43
6. Ed ora dico sul serio (Agora falando sério) - 1:46

## Curiosità
Tra le voci dei cori ci sono quelle di Edda Dell'Orso e delle sorelle Mia Martini e Loredana Bertè che l'autore ringrazia come le ....italiane Mimì e Loredana "Lolò" sorelle brave come belle.

## Formazione
- Afonso Vieira: batteria
- Daniele Patucchi: basso
- Irio De Paula: chitarra
- Giorgio Carnini: organo
- Mandrake: tumbas
- Edda Dell'Orso: voce solista
- I Cantori Moderni di Alessandroni: coro
- Loredana Berté: coro
- Mimì Bertè: coro
- Lia: coro
- Mapi: coro